# Joachim Raff
Joseph Joachim Raff, född 27 maj 1822 i Lachen vid Zürichsjön, död 24 juni 1882 i Frankfurt am Main, var en schweizisk-tysk tonsättare.
Raff var först skollärare, men ägnade sig från 1843 helt åt musiken, uppmuntrad av Mendelssohn. Under stor uppoffring skaffade han sig så småningom på egen hand en god musikalisk bildning och följde 1850 Liszt till Weimar, som då blev centrum för den "nytyska" musikriktningen. Raff sällade sig till förkämparna för denna riktning och blev medarbetare i Neue Zeitschrift für musik. Raff verkade som Liszts assistent och hjälpte bland annat Liszt med instrumentationen av den symfoniska dikten Les préludes. Från 1856 verkade Raff i Wiesbaden som eftersökt pianolärare och flitig tonsättare, tills han 1877 kallades till föreståndare för Hochska konservatoriet i Frankfurt. Raff ansågs på 1860–1880-talen i Tyskland som en av sin tids förnämsta kompositörer. Hans symfonier framfördes mycket ofta. Raffs produktion är omfattande med över 200 opustal. Senare uppfattades hans musik som alltför konventionell och ytlig. Hans melodiska begåvning, tekniska skicklighet och energi är framträdande, men eftervärlden har snarare pekat på bristen på nytänkande. 
Raffs musik är eklektisk och blandar intryck från både efterklassicismen och den nytyska skolan. I symfonisk väg var han den närmaste fortsättaren av Berlioz och Liszts programmusik. Högst ställs hans instrumentalmusik: 11 symfonier, bland dem An das Vaterland (prisbelönt 1863), Im Walde (1869) och Lenore (1872) (hans två erkänt bästa verk) samt fyra med namn efter årstiderna, 4 orkestersviter, 9 uvertyrer med mera för orkester, konserter för olika instrument, 8 stråkkvartetter, 4 pianotrior, 5 violinsonater, en stor mängd pianokompositioner och så vidare. Av hans operor uppfördes Alfred (1851 i Weimar), Bernhard von Weimar (1858) och Dame Kobold (1870); fler operor finns i manuskript. Av större körverk skrev han Morgenlied, Die Tageszeiten, oratoriet Weltende, gericht, neue Welt med mera, ävensom en mängd mindre en- och flerstämmiga sånger. Raff hade en djup och omfattande bildning.